# Tavalodet Mobarak
Tavalodet Mobarak (تولدت مبارک), auch Tawallodet mobārak, ist ein bekanntes persisches Geburtstagslied. Es gilt als das meistgespielte persische Musikstück. Komponiert wurde es 1968 vom persischen Musiker Anoushiravan Rohani. Das Stück wurde 1972 auf dem Album TAVALOdAt MOBARAK [...] Party Mix, Happy Birthday beim Label Catapult veröffentlicht. Der Text stammt vom persischen Songwriter Nozar Parang.
Tavalodet Mobarak gilt den Persern als das Geburtstagslied schlechthin. Unter anderem wurde es auch von der persischen Sängerin Googoosh 1977 zum 17. Geburtstag von Reza Pahlavi gesungen.